# Hütteldorfer Straße
Hütteldorfer Straße – jedna ze stacji metra w Wiedniu na Linia U3. Została otwarta 5 grudnia 1998. 
Znajduje się w 14. dzielnicy Wiednia, Penzing.